# Лу Живановић
Лу Живановић (рођен у Пенриту, Нови јужни Велс) је бивши играч рагбија за Пенритске Пантере у конкуренцији Рагби лиге Нови Јужни Велс. Он је, пре свега, играо у другом реду, али такође и на другим позицијама.
Јуниор "Вентвортвилских сврака", Живановић је био неуморан унападу и у одбрани током седам година играња у Пенрит клубу, често на врху табеле. Повукао се 1986, због других радних обавеза.